# Мариинская гимназия (Таганрог)
Мариинская гимназия — старейшее учебное заведение Юга России, основанное в Таганроге 1861 году.

## История
30 августа 1861 года в Таганроге было открыто первое женское училище.
В 1862 году в нём уже обучались 74 воспитанницы. К 1864 учебному году училище было преобразовано в Мариинскую гимназию ведомства императрицы Марии Фёдоровны.
В гимназию могли быть приняты девочки любого сословия, вне зависимости от вероисповедания и подданства, в возрасте старше 8 лет, которые умели писать и читать по-русски.
Изучаемые в гимназии предметы подразделялись на обязательные: закон Божий, русский язык, грамматика и словесность, арифметика и понятие об измерениях, география, общая и русская, начальные основания естественной истории и физики, чистописание, рукоделие; и необязательные: французский и греческий языки, рисование, танцы, пение.
Плата за обучение обязательным предметам в старших классах была назначена в размере 30 рублей, а в младших — 15 рублей в год. Стоимость изучения необязательных предметов во всех классах составляла 15 рублей в год.
Родители, не имеющие возможности оплатить обучение детей, должны были предоставить попечительскому совету свидетельство о бедности семьи, выданное начальством по месту службы, и затем по их просьбе освобождались от уплаты.
В гимназии было два подготовительных класса (старший и младший).
После выпускного 7 класса часть гимназисток могла продолжить свое обучение в 8 классе. Для этого восьмиклассницы могли выбрать класс с математическим уклоном или с гуманитарным.
Родители имели возможность следить за достижениями и поведением своих детей, для этого каждой ученице ежемесячно выдавалась ведомость, в которой были выставлены все оценки за учёбу и поведение. За поведением учениц на занятиях и вне уроков следили воспитательницы, назначенные начальницей гимназии. Они также занимались с воспитанницами чтением, повторением уроков в случае отсутствия преподавателя.
Большое влияние как на процесс обучения, так и на гимназическую жизнь в целом оказывал попечительский совет, состоящий из уважаемых граждан города.
Первоначально гимназия размещалась в арендуемом доме, но впоследствии он оказался мал, поэтому встал вопрос о строительстве собственного здания для гимназии. Попечительский совет учебного заведения, возглавляемый П. Ф. Перушкиным, инициировал строительство, и вскоре смета на сумму 50 тысяч рублей, составленная городским архитектором А. Загоскиным, была утверждена. Новое здание было освящено в канун 1875 учебного года. На деньги, пожертвованные П. Ф. Перушкиным, для классных комнат была приобретена недостающая мебель и учебные пособия. Также за счет пожертвований Перушкина, сделанных им в конце 1870-х годов, при Мариинской женской гимназии устроили домовую церковь во имя Марии Магдалины.
1 сентября 1896 года по инициативе группы железнодорожных рабочих и служащих, которую возглавил начальник дистанции пути Е. И. Трик, было открыто училище с четырёхгодичным обучением.
В 1918 году здание Мариинской женской гимназии было передано 4-классному железнодорожному училищу, позже получившему новое название — трудовая семилетняя школа № 6. В 1935 году школа была преобразована в среднее учебное заведение с 10-летним сроком обучения.
В годы Великой Отечественной войны в просторном здании бывшей гимназии был развернут госпиталь.
С 1945 по 1952 годы в школе обучались только девочки, а находилась она в уже несуществующем сейчас здании 4-классного женского училища (прогимназии). В 1954 году железнодорожная школа вновь вернулась в своё здание, но уже под № 15.
Здание гимназии сохранилось и по сей день.Оно являет собой образец «кирпичного стиля», присущего русской архитектуре 1870-1890-х гг. Симметричность планировки подчёркнута прямоугольными фронтонами, «чётким ритмом чередующихся полукруглых и прямоугольных окон; центральным расположением парадного входа, над которым размещен просторный актовый зал». 
Современная Мариинская гимназия преобразована в начале 1990-х годов из железнодорожной школы-гимназии № 15 станции Таганрог. Она берёт своё начало от двух старейших учебных заведений на юге России: Мариинской женской гимназии и железнодорожного училища.
Ныне расположена на углу Комсомольского переулка и улицы Чехова.

## Руководители гимназии
- с 2013 по наст. время — Г. А. Кислицына
- с 1989 по 2013 — О. К. Дроздова[5]
- с 1979 по 1986 — Е. И. Леметюйнена[5]
- с 1968 по 1979 — А. Н. Карпов
- с 1937 по 1968 — К. И. Балыков

## Известные сотрудники и ученики
- Барановский, Василий Николаевич (1917—1995) — советский государственный и партийный деятель, 1-й секретарь Таганрогского горкома КПСС (1964—1966)[6].
- Блонская, Серафима Иасоновна (1870—1947) — ученица, окончила гимназию в 1887 году с золотой медалью, художница, педагог.
- Бут, Николай Яковлевич (1928—1989) — народный художник РСФСР (1980), один из ведущих мастеров СВХ имени М. Б. Грекова.
- Вельтман, Владимир Викторович (1959) — ученик, российский художник.
- Грушко, Виктор Фёдорович (1930—2001) — ученик, советский разведчик, генерал-полковник (13.04.1991), 1-й заместитель председателя КГБ СССР.
- Карева, Наталья Сергеевна (1947—2011) — ученица, художник.[7][8]
- Морозов, Семён Григорьевич (1914—1943) — ученик, комиссар таганрогской подпольной антифашистской организации, Герой Советского Союза (посмертно).
- Нагорный, Владимир Викторович (1908—1982) — музыкант, знаменитый виртуоз-балалаечник.
- Парнок, София Яковлевна (1885—1933) — ученица, окончила гимназию в 1903 году с золотой медалью, поэтесса, переводчица.[9]
- Раневская, Фаина Георгиевна (1896—1984) — ученица, советская актриса театра и кино, народная артистка СССР.
- Романченко, Надежда Ивановна (1942) — ученица, Заслуженный учитель Российской Федерации, директор таганрогской Гимназии №2 им. А.П. Чехова.
- Малаксиано-Сигида, Надежда Константиновна (1862—1889) — ученица, российская революционерка-народница.
- Тараховская, Елизавета Яковлевна (1891—1968) — ученица, окончила гимназию с золотой медалью, поэтесса, переводчик.
- Филевский, Павел Петрович (1856—1951) — преподаватель гимназии, историк, педагог, первый историк города Таганрога.
- Чехова, Мария Павловна (1863—1957) — ученица, педагог, художница, создательница Дома-музея А. П. Чехова в Ялте. Сестра А. П. Чехова.
- Чумаченко, Ада Артемьевна (1887—1954) — ученица, окончила гимназию с золотой медалью, поэтесса, писательница.

## Галерея

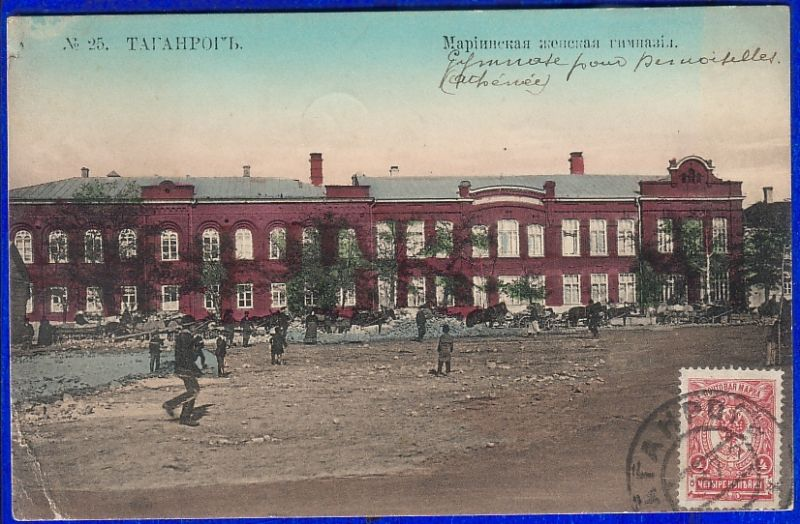
Конец XIX века.
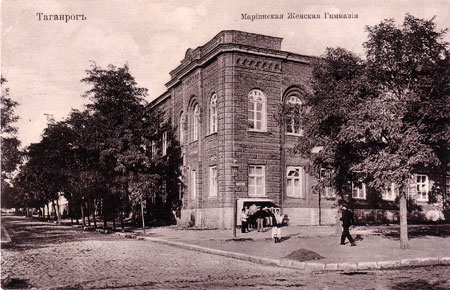
Конец XIX века.
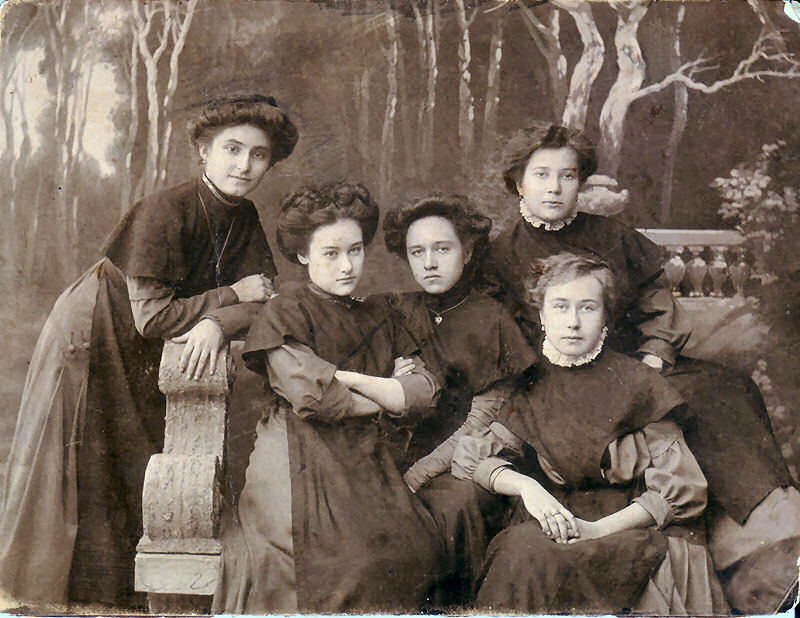
Студентки гимназии, 1910 г.
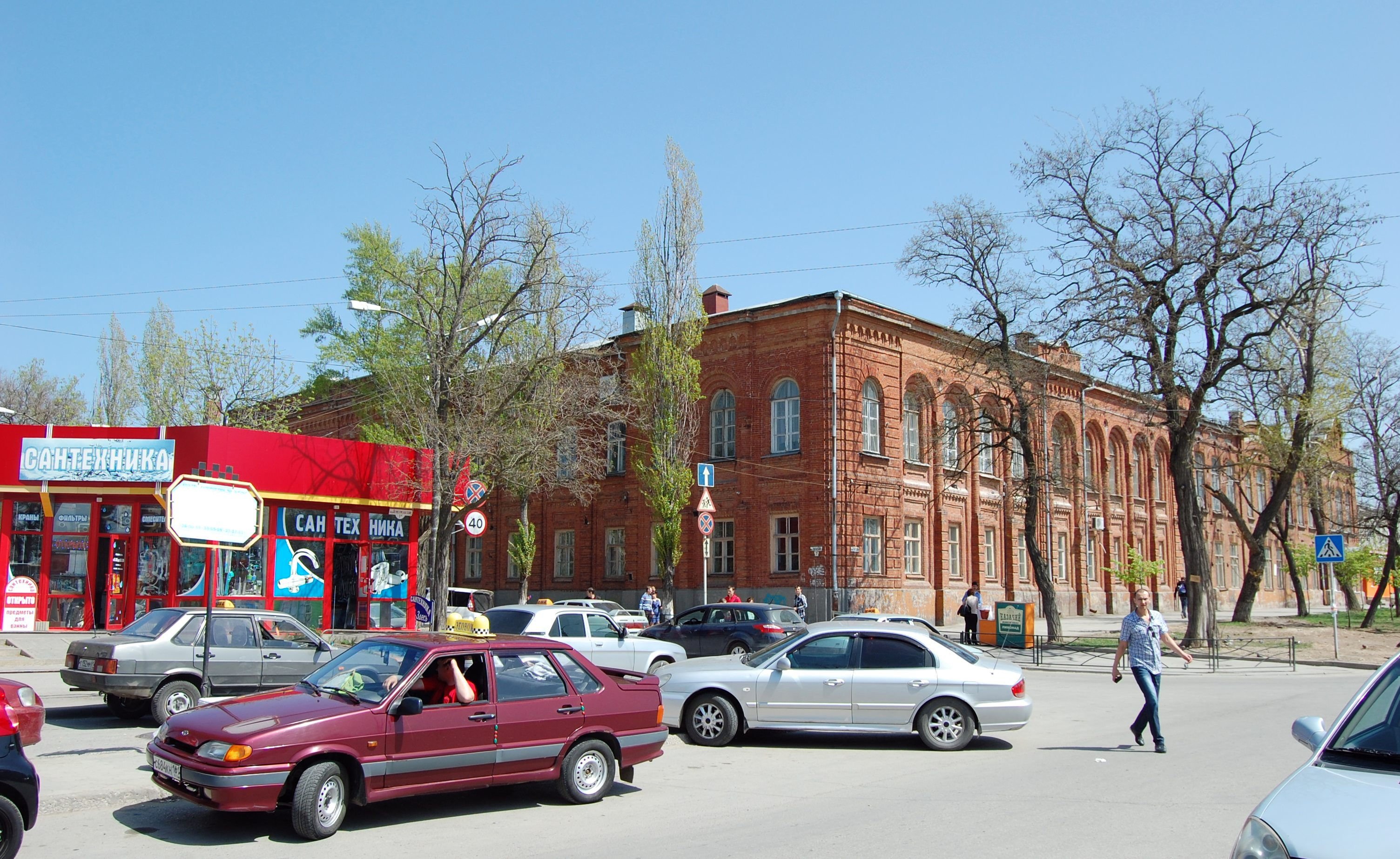
2013 г.